# Nikołaj Iwanienko
Nikołaj Fiodorowicz Iwanienko ros. Николай Фёдорович Иваненко (ur. ok. 1827, zm. po 1910) – działacz państwowy Imperium Rosyjskiego, gubernator kielecki i wicegubernator siedlecki.

## Życiorys
Nikołaj Fiodorowicz Iwanienko urodził się około 1827 roku. Jego rodzina wywodziła się prawdopodobnie ze szlachty guberni połtawskiej. Posiadała tam dwa majątki, jeden w powiecie piriatinskim w sąsiedztwie wsi Popowka, a drugi w perejasławskim w okolicach wsi Aleskandrowskie, Stara i Rogozów.
Nikołaj podjął 27 sierpnia 1853 roku naukę na wydziale prawnym Imperatorskiego Uniwersytetu Charkowskiego. Nie zdobył jednak tytułu akademickiego, przerywając studia już w maju następnego roku.
Iwanienko rozpoczął karierę urzędniczą w rodzinnej guberni połtawskiej, 10 grudnia 1857 roku został dyrektorem gubernialnego oddziału Komitetu Opieki nad Więźniami. Już po tygodniu – 17 grudnia – otrzymał posadę urzędnika do pisma w kancelarii marszałka szlachty w powiecie perejasławskim. Po pięciu latach, 2 listopada 1862 roku, został kandydatem do sądu tegoż powiatu na urząd sędziowski. Swoją pierwszą rangę – registratora kolegialnego (XIV ranga cywilna) – otrzymał 28 stycznia 1860 roku. Na kolejną – sekretarza gubernialnego (XII cywilna) – czekał do 1863 roku.
W 1864 roku Nikołaj Iwanienko został przeniesiony do Królestwa Polskiego, podporządkowano go Lubelskiej Komisji do spraw Włościańskich. Przez przeszło 10 lat sprawował urząd komisarza do spraw włościańskich w powiecie biłgorajskim (pełnił obowiązki od 9 września, oficjalnie zatwierdzony 28 listopada), od 28 sierpnia 1865 jako pracownik Ministerstwa Sprawiedliwości. W 1876 roku trzykrotnie przewodził zjazdom sędziów pokoju: 29 marca w II okręgu guberni suwalskiej, 13 lipca w Pułtusku (II okręg guberni łomżyńskiej) oraz 3 grudnia w I okręgu guberni lubelskiej. W tym czasie Nikołaj Fiodorowicz otrzymywał kolejne awanse zgodnie z wysługą lat, choć uzasadnienie pierwszego – 27 marca 1866 roku na radcę tytularnego (IX ranga cywilna) – mówiło o wyróżnieniu. Asesorem kolegialnym (VIII ranga cywilna) został 17 października 1868 roku, radcą nadwornym (VII cywilna) 20 października 1871 roku, zaś radcą kolegialnym 30 października 1874 roku.
Iwanienko 21 kwietnia 1878 roku zastąpił Aleksandra Pietrowa na stanowisku wicegubernatora siedleckiego. Przewidzianą dla tego stanowiska V rangę (radcy stanu) otrzymał w rok po objęciu urzędu, 12 maja 1879 roku. Kolejny szczebel w tabeli rang pokonał 12 kwietnia 1881 roku, gdy za wyróżnienie się został mianowany rzeczywistym radcą stanu (IV ranga cywilna). Urząd wicegubernatora sprawował do 5 lipca 1884 roku, kiedy to na stanowisku zastąpił go Michaił Majlewski.
Z guberni siedleckiej Nikołaj Iwanienko został przeniesiony do Kielc, gdzie został gubernatorem w miejsce Aleksandra Leszczowa. Bardzo źle ułożyły się jego stosunki z wicegubernatorem kieleckim Borisem Ozierowem, co doprowadziło do dymisji ostatniego. Działał w gubernialnym oddziale Rosyjskiego Towarzystwa Dobroczynności (od 1885 roku był członkiem, zaś 17 maja 1889 roku został również przewodniczącym). W trakcie sprawowania gubernatorstwa Nikołaj Fiodorowicz uczestniczył także w pracach na wyższym poziomie administracyjnym. W szczególności 17 kwietnia 1887 roku wszedł w skład komisji zajmującej się prawodawstwem dotyczącym ubezpieczeń od pożarów w Królestwie Polskim, zaś w 1896 roku wraz z dwoma współpracownikami z Ministerstwa Finansów dostosowywał ustawę o państwowej sprzedaży alkoholów z 1894 roku do realiów Królestwa Polskiego. Od 12 kwietnia 1881 roku tytułował się rangą tajnego radcy (III cywilna).
Niepowodzeniem zakończyły się zabiegi Iwanienki o posadę zarządzającego Kancelarią Generał-Gubernatora Warszawskiego, czynione w związku z wakatem w 1894 roku. Jego dalszej karierze przeszkodziła zmiana na stanowisku generał-gubernatora, które objął Aleksandr Imeretyński. Nowy namiestnik dokonywał licznych zmian kadrowych, w szczególności nie podobała mu się antypolska postawa Nikołaja Fiodorowicza. Oficjalnie dymisja nastąpiła 2 maja 1897 roku na wniosek samego Iwanienki i motywowana była złym stanem zdrowia. Były gubernator zachował prawo do noszenia munduru, a na stanowisku zastąpił go Jewgienij Szczyrowski.
Nikołaj Iwanienko żył jeszcze w 1910 roku. Data jego śmierci jest nieznana.

## Rodzina
Nikołaj Iwanienko był synem Fiodora Grigorijewicza Iwanienki (1799 – ok. 1850), sztabskapitana i marszałka szlachty powiatów piriatinskiego i perejasławskiego w guberni połtawskiej. Jego matka miała na imię Anna. Miał starszego brata Grigorija (ur. 1823) oraz dwie młodsze siostry – Jelizawietę (ur. 1831) oraz Aleksandrę (ur. 1832).
Jeszcze w roku 1897 był kawalerem, nie wiadomo, czy zachował ten status do końca życia.

## Majątek
Nikołaj Fiodorowicz przez 19 lat był właścicielem folwarku Podolszynka Plebańska, położonego w powiecie biłgorajskim, w guberni lubelskiej, w okolicy wsi Kretów. Zakupił go 21 października 1874 roku za 9310 rubli, w ramach wyprzedaży majątków Kościoła katolickiego, odsprzedał zaś 31 października 1893 roku.
Poza pensją Iwanienko otrzymał trzykrotnie dodatek piętnastoprocentowy, nadawany za każde kolejne pięć lat służby w Królestwie Polskim (przyznane kolejno 1 stycznia 1876, 18 sierpnia 1883 i 1 kwietnia 1888 roku). Po swojej dymisji pobierał emeryturę w wysokości 3000 rubli, zatwierdzoną przez Komitet Ministrów 11 października 1897 roku.

## Odznaczenia
Nikołaj Iwanienko był kawalerem następujących orderów:
Ordery rosyjskie
- Order Świętego Stanisława

1. II klasa – 10 maja 1868 roku,
2. II klasa z koroną – 25 września 1870 roku,
3. I klasa – 30 sierpnia 1886 roku[8].

- Order Świętej Anny

1. II klasa – 17 kwietnia 1878 roku,
2. I klasa – 30 sierpnia 1889 roku[8].

- Order Świętego Włodzimierza

1. IV klasa – 19 czerwca 1875 roku,
2. III klasa – 15 maja 1883 roku,
3. II klasa – 6 grudnia 1895 roku[8].

Ordery zagraniczne
- Order Daniły I (Czarnogóra)

1. III klasa – 21 maja 1883 roku[8].

Medale
- Ciemnobrązowy Medal za Uśmierzenie Buntu Polskiego – 18 maja 1865 roku[8].
- Srebrny Medal za Pracę przy Realizacji Reformy Uwłaszczeniowej w Królestwie Polskim – 19 lutego 1866 roku[8].
- Srebrny Medal dla Upamiętnienia Panowania Aleksandra III(inne języki) – 20 stycznia 1897 roku[8].
- Ciemnobrązowy Medal za Pracę na rzecz Pierwszego Spisu Powszechnego(inne języki) – 24 lutego 1897 roku[8].